# Czarka jurajska

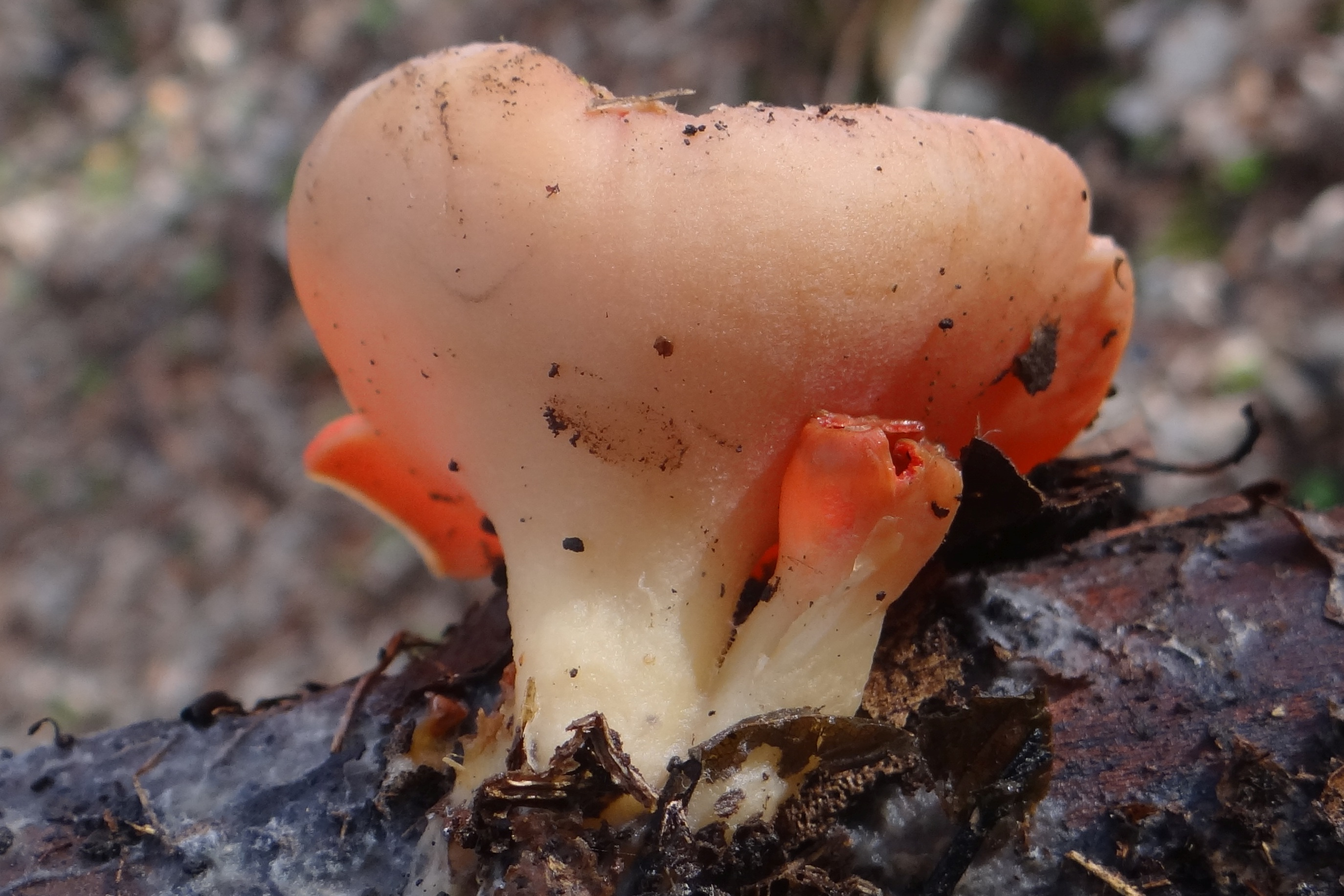

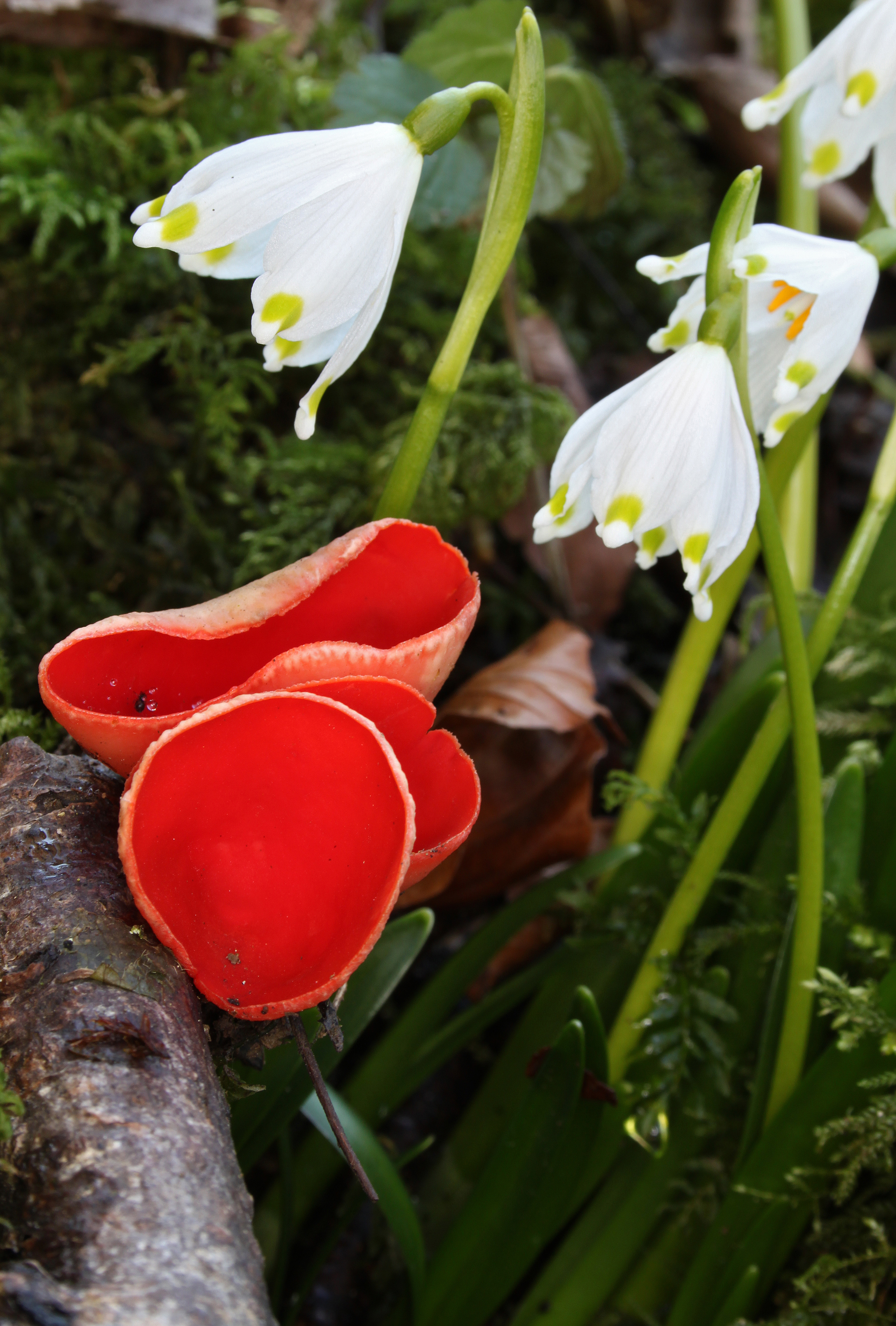
W towarzystwie śnieżycy wiosennej (Leucojum vernum)

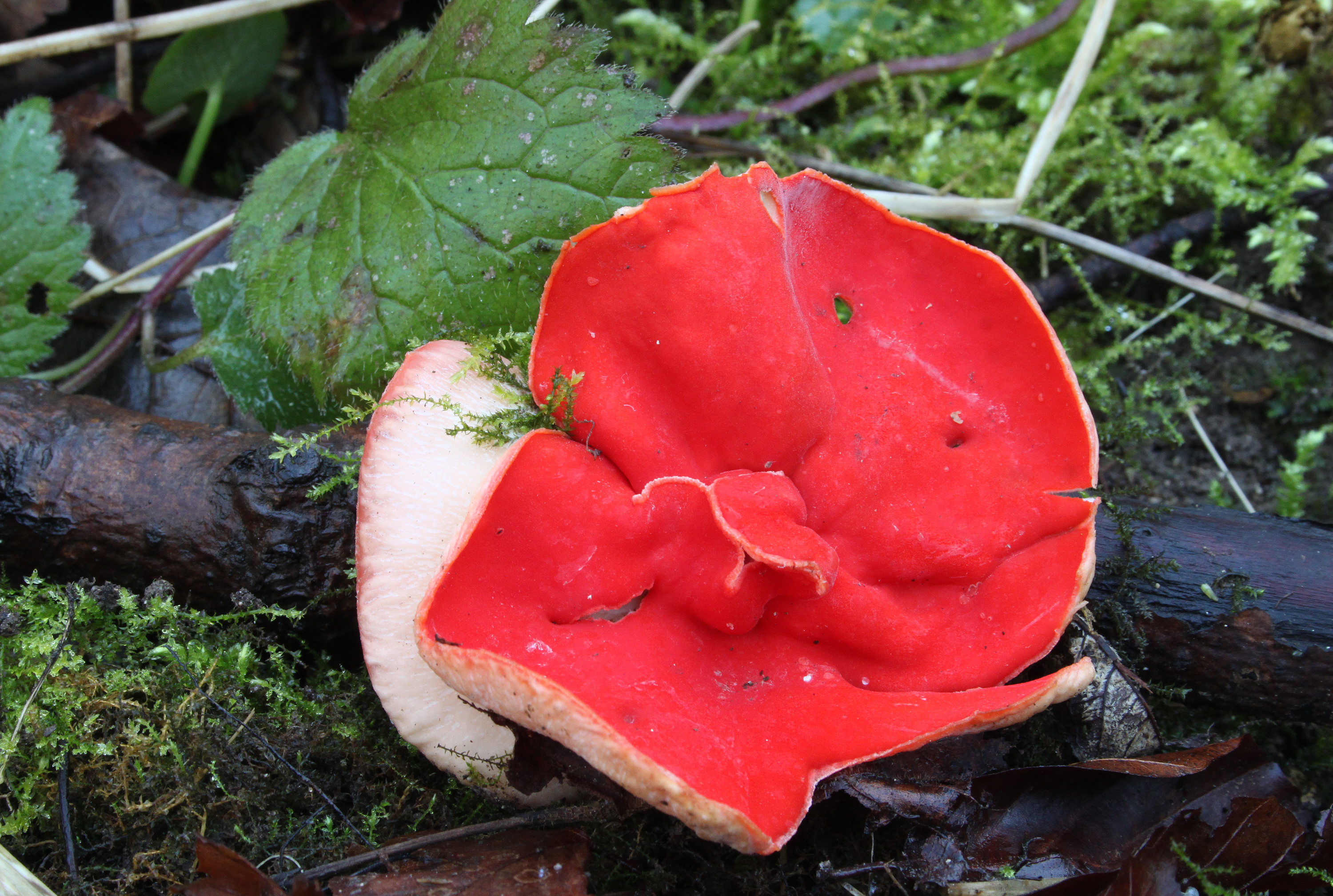

Czarka jurajska (Sarcoscypha jurana (Boud.) Baral) – gatunek grzybów należący do rodziny czarkowatych (Sarcoscyphaceae).

## Systematyka i nazewnictwo
Pozycja w klasyfikacji według Index Fungorum: Sarcoscypha, Sarcoscyphaceae, Pezizales, Pezizomycetidae, Pezizomycetes, Pezizomycotina, Ascomycota, Fungi.
Po raz pierwszy takson ten zdiagnozował w 1903 roku Jean Louis Émile Boudier jako podgatunek Sarcoscypha coccinea nadając mu nazwę Sarcoscypha coccinea var. jurana. Obecną, uznaną przez Index Fungorum nazwę, nadał mu w 1984 r. Hans Otto Baral dokonując rewizji kompleksu Sarcoscypha coccinea agg. i uznając go za osobny gatunek w rodzaju czarka (Sarcoscypha).
Synonim nazwy naukowej – Sarcoscypha coccinea var. jurana Boud. 1903 r.

## Morfologia
Owocnik
Średniej wielkości, najpierw pucharkowaty, następnie w kształcie miseczki i wreszcie rozpostarty, bardzo podobny do czarki szkarłatnej, od której rozróżnić można tylko mikroskopowo. Apotecjum 12–30 (55) mm średnicy i głębokie 20–40 mm. Posiada trzon (10–15 (20) × 3–5 (10) mm). Zewnętrzna powierzchnia ochrowo-czerwona, czasem zabarwiona na żółto, gdy jest sucho – biała, pokryta prostymi, białawymi, cienkimi włoskami. Wewnętrzna strona owocnika (hymenium) gładka, szkarłatna. Brzeg najpierw regularnie wygina się w kierunku środka, a następnie nieregularnie, faliście w starych egzemplarzach, czasami nacięty.
Miąższ
Twardy, biały, cienki, nie wyróżnia się szczególnym zapachem ani smakiem.
Cechy mikroskopowe
Worki są 8-zarodnikowe. Zarodniki krótsze niż u cz. szkarłatnej, podłużne lub podłużnie ścięte, gładkie, z wyraźną galaretowatą osłonką. U młodszych postaci wewnątrz wiele różnych małych kropelek, u dorosłych dwie duże krople (6,5-7,5 µm) oleistej substancji. Zarodniki o wymiarach 24–29 × 13–14 µm, mają ścięte lub nieco wklęsłe końce. Parafizy cienkie, podwójnie rozgałęzione, grubość około 4 μm, amyloidalne i również przebarwiają się na kolor indygo fioletowy pod wpływem roztworu H2SO4.

## Występowanie i siedlisko
Saprotrof. Rośnie w lasach liściastych, głównie na gałązkach lip (Tilia sp.) rosnących w żyznych lasach jaworowych i jaworowo-jesionowych, na podłożu skał jurajskich, w rejonach podgórskich i górskich Europy środkowej i południowej. Owocniki pojawiają się na przełomie zimy i wiosny. Stwierdzony we Francji, Szwajcarii, Czarnogórze, Chorwacji i Polsce. Nie potwierdzony w Wielkiej Brytanii. W Polsce został stwierdzony w 2002 roku w Krzemionkach Podgórskich oraz w 2018 r. na południowym stoku Sokolicy w Pieninach. Jest gatunkiem ściśle chronionym.
W styczniu 2000 r. w Waulsort, w czasie poszukiwań grzybów z rodzaju czarka wzdłuż brzegów Mozy (fr. Meuse) w regionie Hastière, naukowcy znaleźli dwa całkowicie białe osobniki czarki jurajskiej.

## Gatunki podobne
Pewne rozróżnienie trzech gatunków w rodzaju czarka występujących w Europie możliwe jest tylko mikroskopowo. Czarka austriacka (Sarcoscypha austriaca) – występuje przede wszystkim na drewnie olsz (Alnus sp.), wierzb (Salix sp.), klonów (Acer sp.), rzadziej brzóz (Betula sp.), leszczyn (Corylus sp.) i robinii akacjowej (Robinia pseudoacacia). Poza tym włoski zewnętrzne są zwinięte w korkociąg, a żywe zarodniki mają wiele wewnętrznych małych kropli i są wklęsłe na końcach. Czarka szkarłatna (Sarcoscypha coccinea) – występuje głównie na drewnie buków (Fagus sp.) i wiązów (Ulmus sp.) oraz zdrewniałych roślin z rodziny różowatych (Rosaceae sp.), ponadto również leszczyn, wierzb, olsz, jesionów (Fraxinus sp.) i grabów (Carpinus sp.). Jej włoski zewnętrzne są proste tak jak u czarki jurajskiej, w żywych zarodnikach ma też wiele małych kropli jak u austriackiej, ale zarodniki są zaokrąglone na końcach.